# 190丁目駅
190丁目駅（190ちょうめえき、英: 190th Street）はマンハッタン区ワシントン・ハイツ内ハドソン・ハイツのフォート・ワシントン・アベニューとカブリニ・ブールバード交差点、マーガレット・コルビン・サークルの地下にあるニューヨーク市地下鉄IND8番街線の駅である。A系統が終日停車する。

## 歴史
1928年に駅は建設が開始され、1932年9月10日にインウッド-207丁目駅（当時はワシントンハイツ-207丁目駅）とチェンバーズ・ストリート駅間の他の駅とともに開業した。
1950年より防空壕の設置計画が発表された。
1951年、ニューヨーク大学の研究者たちは、核攻撃の場合には、190丁目駅は放射性降下物からの避難に十分なほど安全であると結論した。これは、研究者がその地域の地下鉄の深層駅の内部で宇宙線の試験を行った後に確かめられた。
1957年9月5日、ニューヨークシティ・トランジット・オーソリティ（NYCTA）は、181丁目と190丁目の駅でエレベーターへの無料の公共アクセスを許可し始めた。エレベーターは地下鉄の乗客を対象としていたが、地元の住民はワシントンの丘を上って約8階の地点まで登るのを避けるために地下鉄の料金を支払っていたこともあった。ニューヨーク州議会ではエレベーターの運賃管理を禁止する法案が提案されたが、これらは委員会では失敗した。NYCTAは、地元の州上院議員であるJoseph Zaretzkiが変更を要求した時点で合意した。
2004年にはエレベーターの乗務員が1名に減少した。当初の計画では全乗務員の廃止が盛り込まれていたが、抗議が相次いだため各駅1名残すこととなった。これによって年間約120万ドルの予算削減を達成している。しかし、経営難が続いたため2007年11月にはエレベーターの乗務員を完全に廃止することを発表したが、またもや抗議が相次ぎ、エレベーターの乗務員の廃止は免れることとなった。なお、これによって年間約170万ドルの予算削減が可能であることが明らかになっている。
2005年5月30日に駅はアメリカ合衆国国家歴史登録財に指定された。

## 駅構造
| G          | 地上階                         | 出入口 (南側の出口にエレベーターが接続、改札-ホーム間はADA非準拠)                                                                                        |
| M          | 改札階                         | 改札、駅員室、メトロカード自動販売機、ベネット・アベニューへのトンネル                                                                                   |
| P ホーム階 | 相対式ホーム、右側の扉が開く。 | 相対式ホーム、右側の扉が開く。 |
| P ホーム階 | 北行線                         | ← インウッド-207丁目駅行き（ダイクマン・ストリート駅）                                                                                                   |
| P ホーム階 | 南行線                         | → ファー・ロッカウェイ駅行き（181丁目駅）→ 深夜帯以外：レファーツ・ブールバード駅行き（181丁目駅）→ 夕ラッシュ：ロッカウェイ・パーク駅行き（181丁目駅）→ |
| P ホーム階 | 相対式ホーム、右側の扉が開く。 | |

相対式ホーム2面2線の地下駅で非常に深く、地上から140フィート (43 m) 下に設置されているが、ベネット・アベニューへのトンネルは改札側から徐々に下り坂となっている。

### 出入口
190丁目及びオーバールック・テラスに直接通じる出入口は一切なく、さらに駅ホーム全体が190丁目より北側にある。出入口は以下の通り。
- エレベーター3基、マーガレット・コルビン・サークル南東[18]
- ベネット・アベニュー西側、192丁目との交差点北側[18]

## ギャラリー

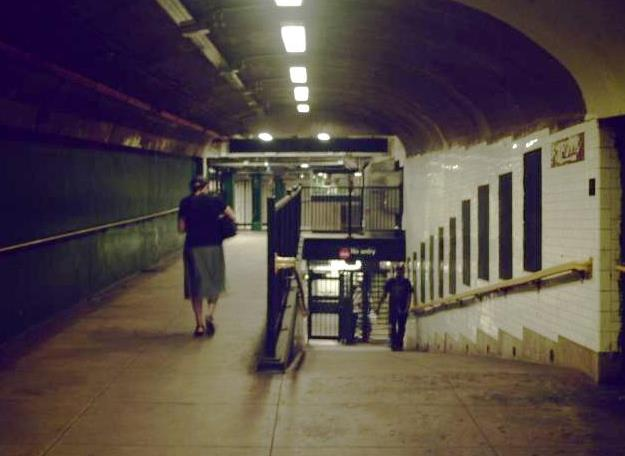
ベネット・アベニューの入口から改札へ続くトンネル
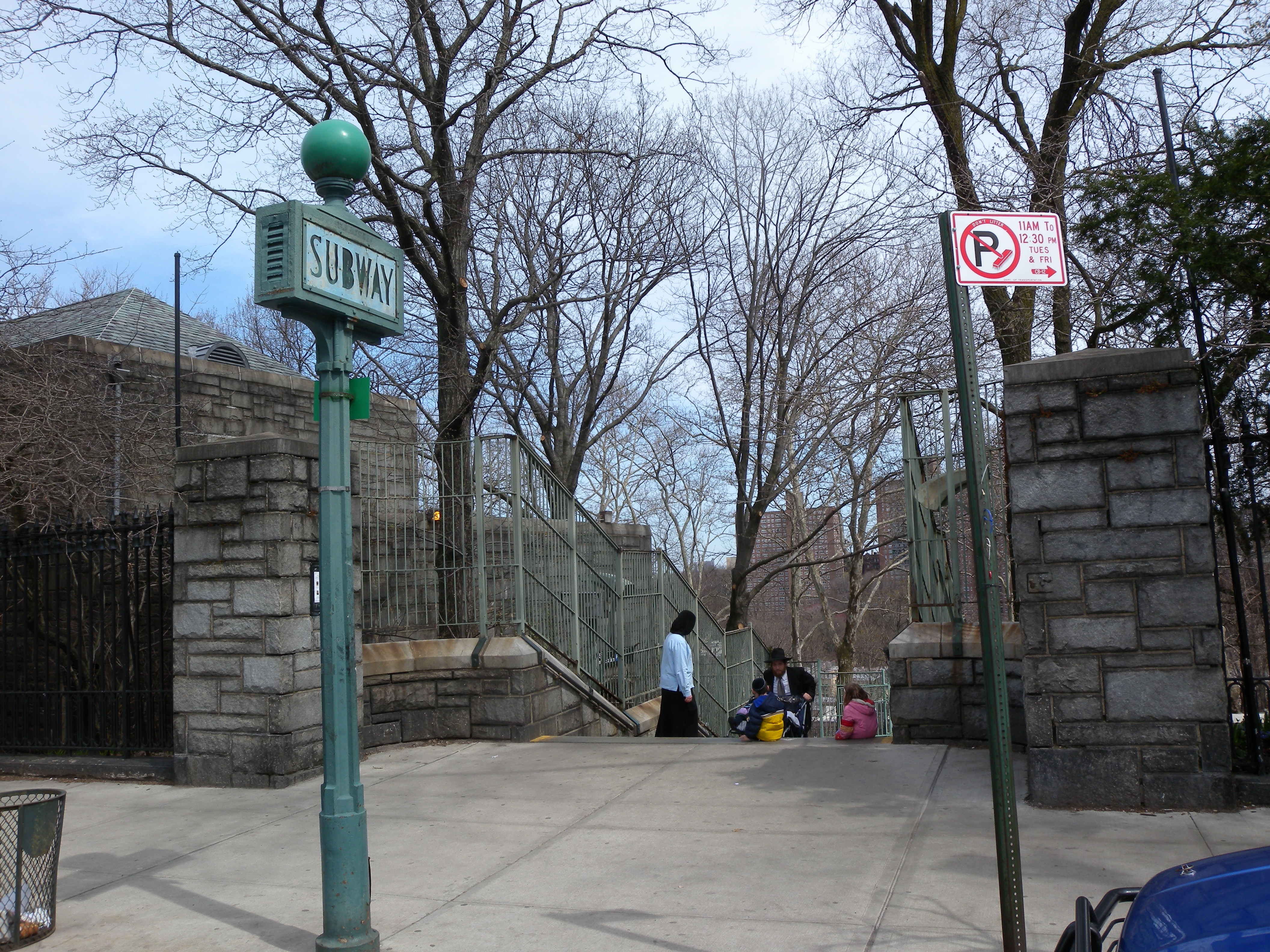
フォート・ワシントン・アベニューの入口
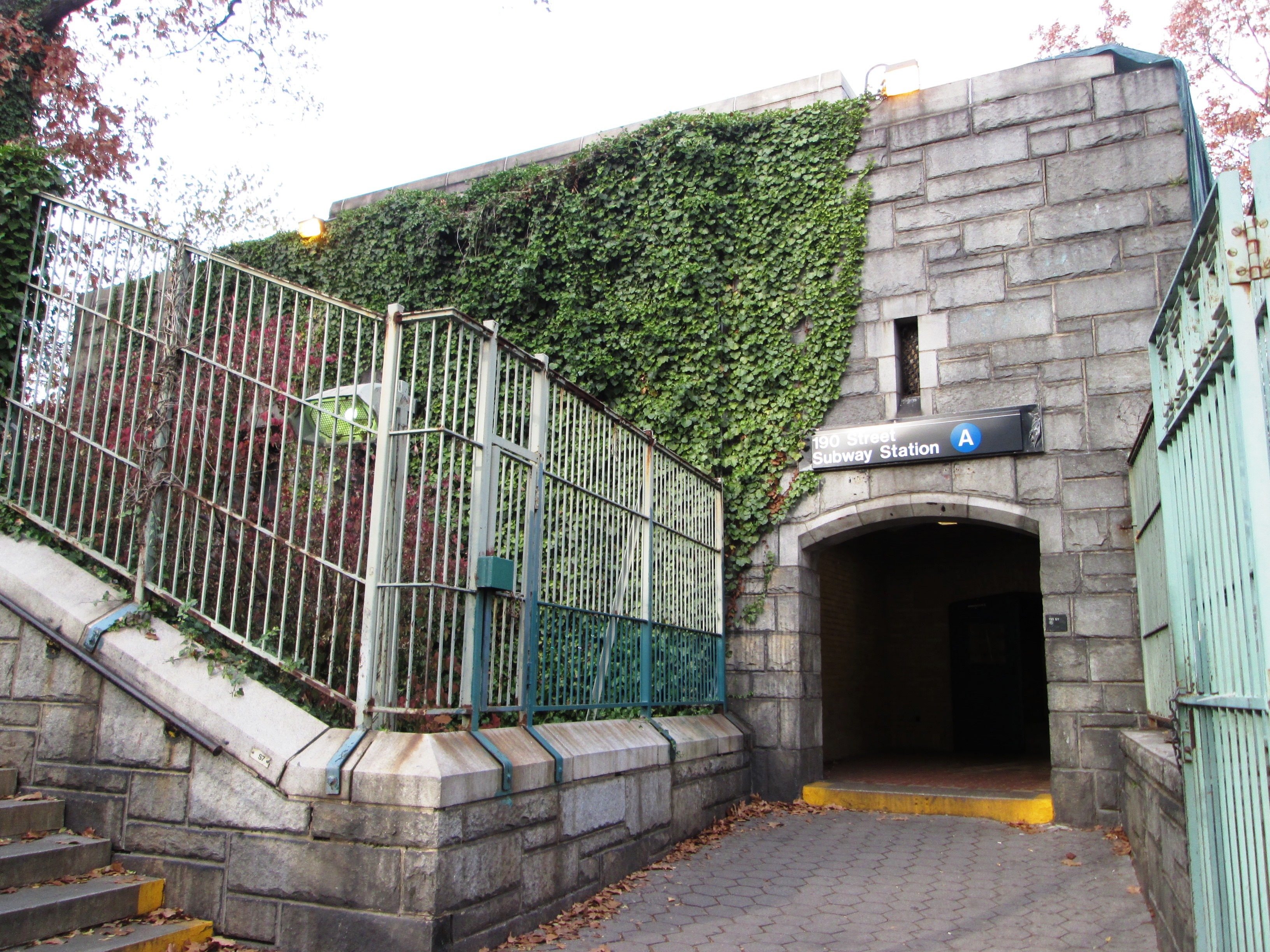
フォート・ワシントン・アベニュー入口への階段
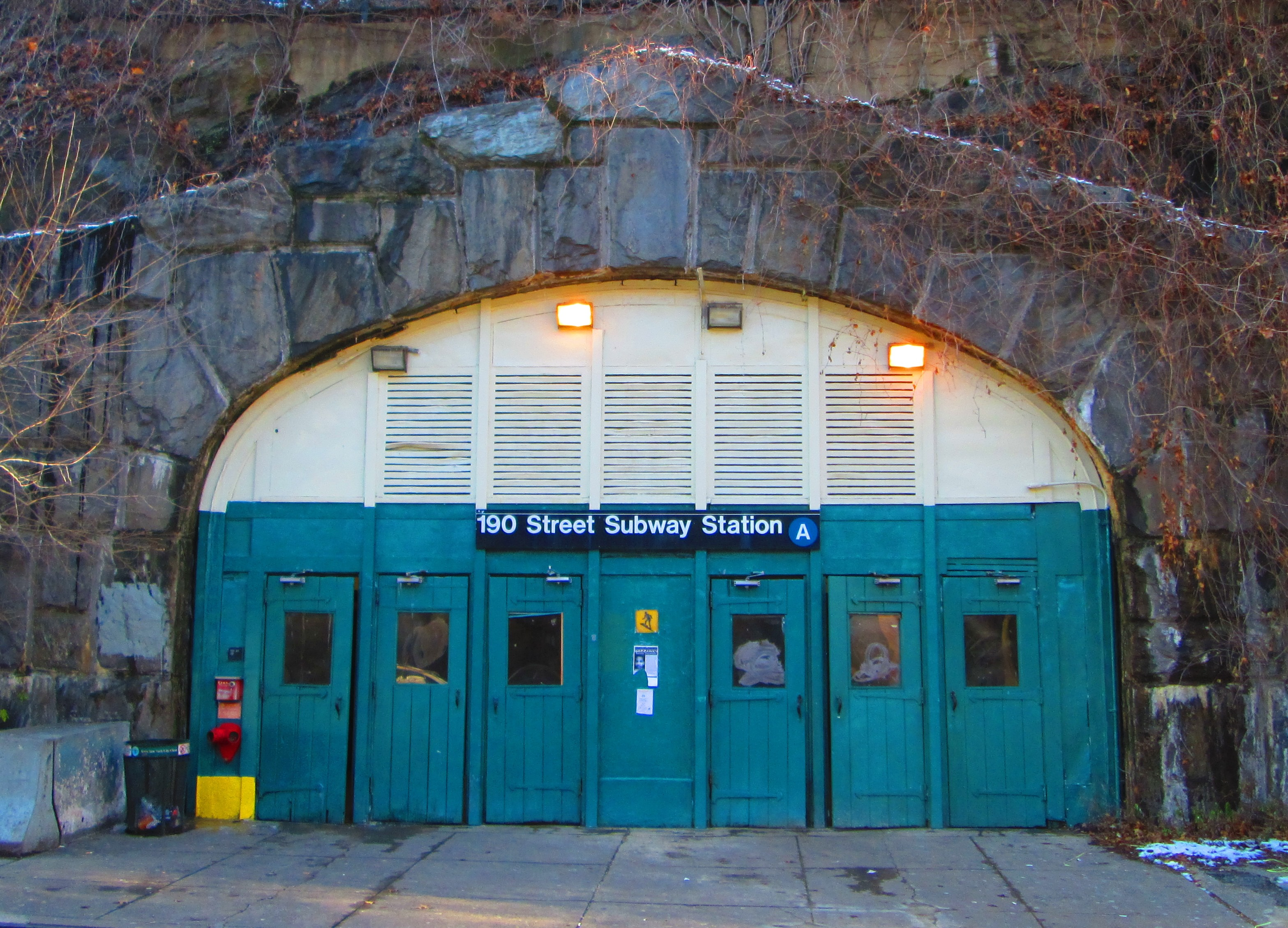
ベネット・アベニューの入口